# Рюбер-Штайер, Ева
Ева Рюбер-Штайер (нем. Eva Rueber-Staier; род. 20 февраля 1951, Брукк-ан-дер-Мур) — австрийская актриса

, телеведущая, фотомодель, деятель изобразительного искусства, скульптор и королева красоты, победительница конкурса «Мисс мира 1969».

## Биография
Ева Рюбер-Штайер родилась 20 февраля 1951 года в небольшом австрийском городке Брукк-ан-дер-Мур в Штирии в федеральной земле на юго-востоке страны.

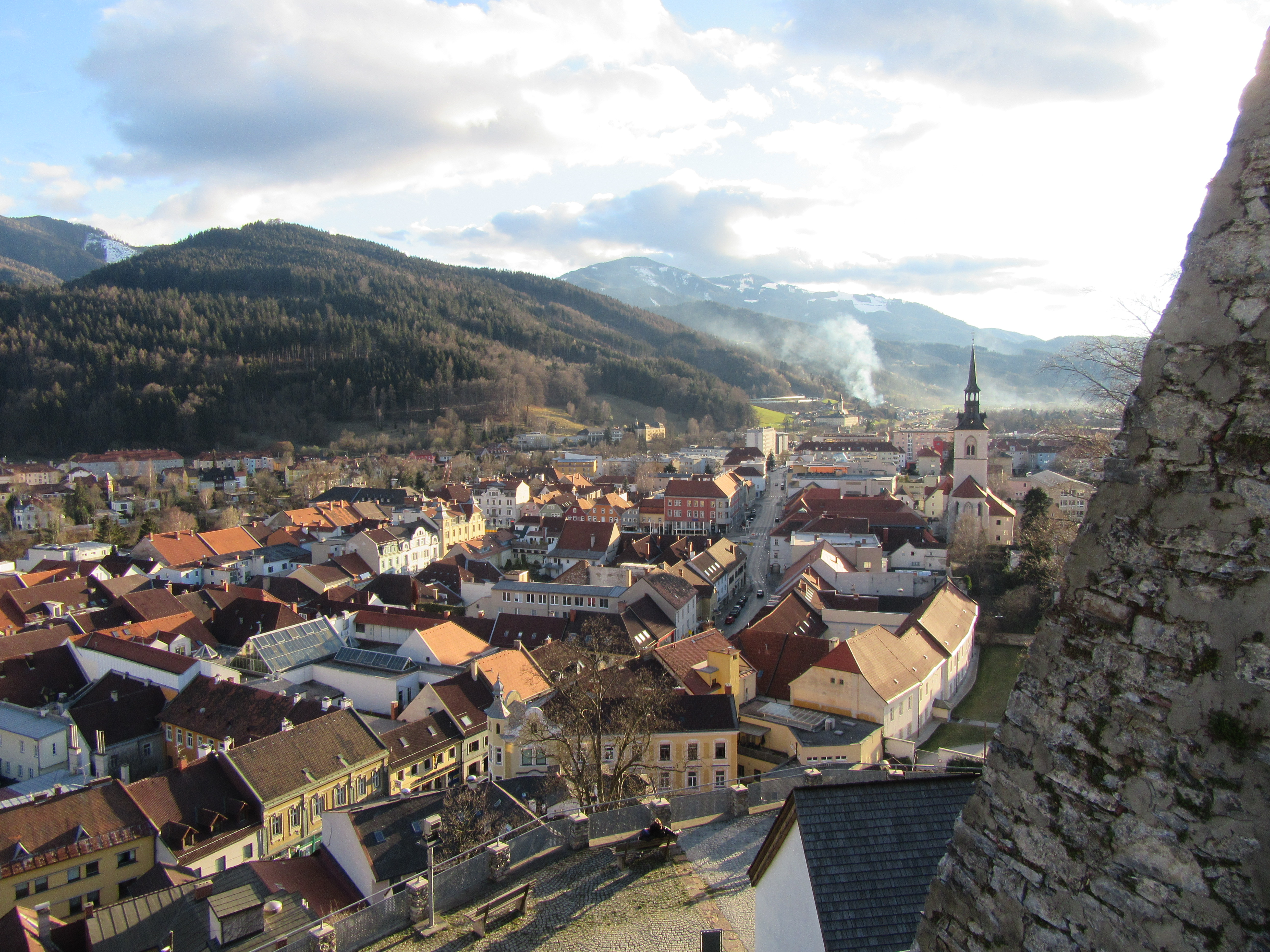
Брукк-ан-дер-Мур
(родной город Евы)

Сперва она выиграла титул «Мисс Австрия», в 1969 году участвовала в конкурсе «Мисс Вселенная», в котором вошла в число пятнадцати полуфиналисток. После этого она выиграла конкурс «Мисс Мира 1969 года». За время своего пребывания в должности «Мисс мира» Рюбер-Штайер работала в туре Объединённых организаций обслуживания Боба Хоупа по Южному Вьетнаму.
В актёрской карьере Е. Рюбер-Штайер неоднократно упоминались роли в филиах про Джеймса Бонда: она сыграла помощницу генерала Гоголя Рублевича в фильмах «Шпион, который меня любил», «Только для твоих глаз» и «Осьминожка».
2 января 1973 года Ева Рубер Стайер вышла замуж за британского кинорежиссера Рональда Фуракра (англ. Ronald Fouracre) в Кэкстон-холле: их брак продлился более десяти лет, до самой смерти её мужа 2 июля 1983 года.
С 1984 года она жила в доме в Пиннере (пригород Лондона), внесенном в список елизаветинских памятников II степени, и переехала туда, когда ждала своего первого и единственного ребенка, сына Рональда Александра Фуракра (англ. Ronald Alexander Fouracre), который теперь живет в Виллесден-Грин, где работает оператором. В настоящее время Ева Рубер Стайер живет со своим вторым мужем, издателем Брайаном Коуэном (англ. Brian Cowan).
Она также сыграла девушку Cadbury Flake в рекламе Austrian Skiing 1980-х годов, снятой Ридли Скоттом.
Сейчас она увлеклась изготовлением скульптур из металла; некоторые из них были выставлены во время «открытых студий 2008» Хартфордширского форума визуальных искусств.